# Machaonia havanensis
Machaonia havanensis es una especie de planta fanerógama perteneciente a la familia Rubiaceae.

## Descripción
Es un arbusto o arbolito, que alcanza un tamaño de hasta 3 m de altura, con las ramitas espinosas o hírtulas; estípulas diminutas, obtusas o redondeadas; hojas aovadas, rómbico-aovadas a elíptico-oblongas, de 3-15 x 3-10 mm, acuminadas a obtusas en la base, redondeadas a agudas en el ápice, subcoriáceas, glabras o pelositas; cimas paucifloras, cáliz densamente pelositos, lóbulos deltoideo-aovados, agudos o aguditos; corola blanca o amarillenta, de 1-1.5 mm, pelosita por fuera, lóbulos redondeado-ovales; fruto turbinado, de 3-4 mm, pelosito.

## Distribución
Se distribuye desde  México (Chiapas) hasta Belice, Cuba.

## Hábitat
Crece sobre roca calcárea.

## Taxonomía
Machaonia havanensis fue descrita por (Jacq. ex J.F.Gmel.) Alain y publicado en Phytologia 8(7): 370. 1962.
Etimología
Ver: Machaonia
havanensis: epíteto geográfico que alude a su localización en La Habana.
Sinonimia
- Borreria spinosa (Jacq.) DC.
- Machaonia calcicola Britton
- Machaonia galeottiana Baill.
- Machaonia havanensis subsp. havanensis
- Spermacoce havanensis Jacq. ex J.F.Gmel.	basónimo
- Spermacoce spinosa Jacq.
- Spermacoce spinulosa Lam.[2][4]